# 海士郡
- 令制国一覧 > 山陰道 > 隠岐国 > 海士郡
- 日本 > 中国地方 > 島根県 > 海士郡

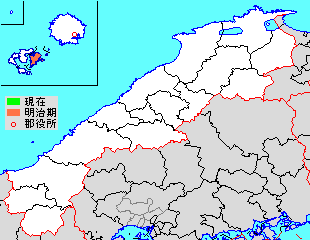
島根県海士郡の位置

海士郡（あまぐん）は、島根県（隠岐国）にあった郡である。

## 郡域
1879年（明治12年）に行政区画として発足した当時の郡域は、現在の隠岐郡海士町にあたる。

## 歴史

### 古代

#### 式内社
『延喜式』神名帳に記される郡内の式内社。
| 神名帳                     | 神名帳        | 神名帳 | 神名帳 | 比定社           | 比定社                   | 比定社 | 集成 |
| 社名                       | 読み          | 格     | 付記   | 社名             | 所在地                   | 備考   | 集成 |
| -------------------------- | ------------- | ------ | ------ | ---------------- | ------------------------ | ------ | ---- |
| 海部郡 2座（大1座・小1座） |               |        |        |                  |                          |        |      |
| 奈伎良比売命神社           | ナキラヒメノ- | 小     |        | 奈伎良比売命神社 | 島根県隠岐郡海士町豊田   |        |      |
| 宇受加命神社               | ウケカノ-     | 名神大 |        | 宇受賀命神社     | 島根県隠岐郡海士町宇受賀 |        |      |
| 凡例を表示                 |               |        |        |                  |                          |        |      |

### 近世以降の沿革

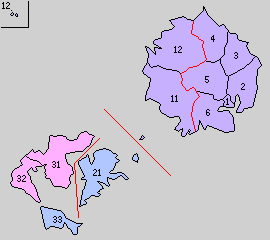
21.海士村 （青：合併なし 1 - 6は周吉郡 11・12は穏地郡 31 - 33は知夫郡）

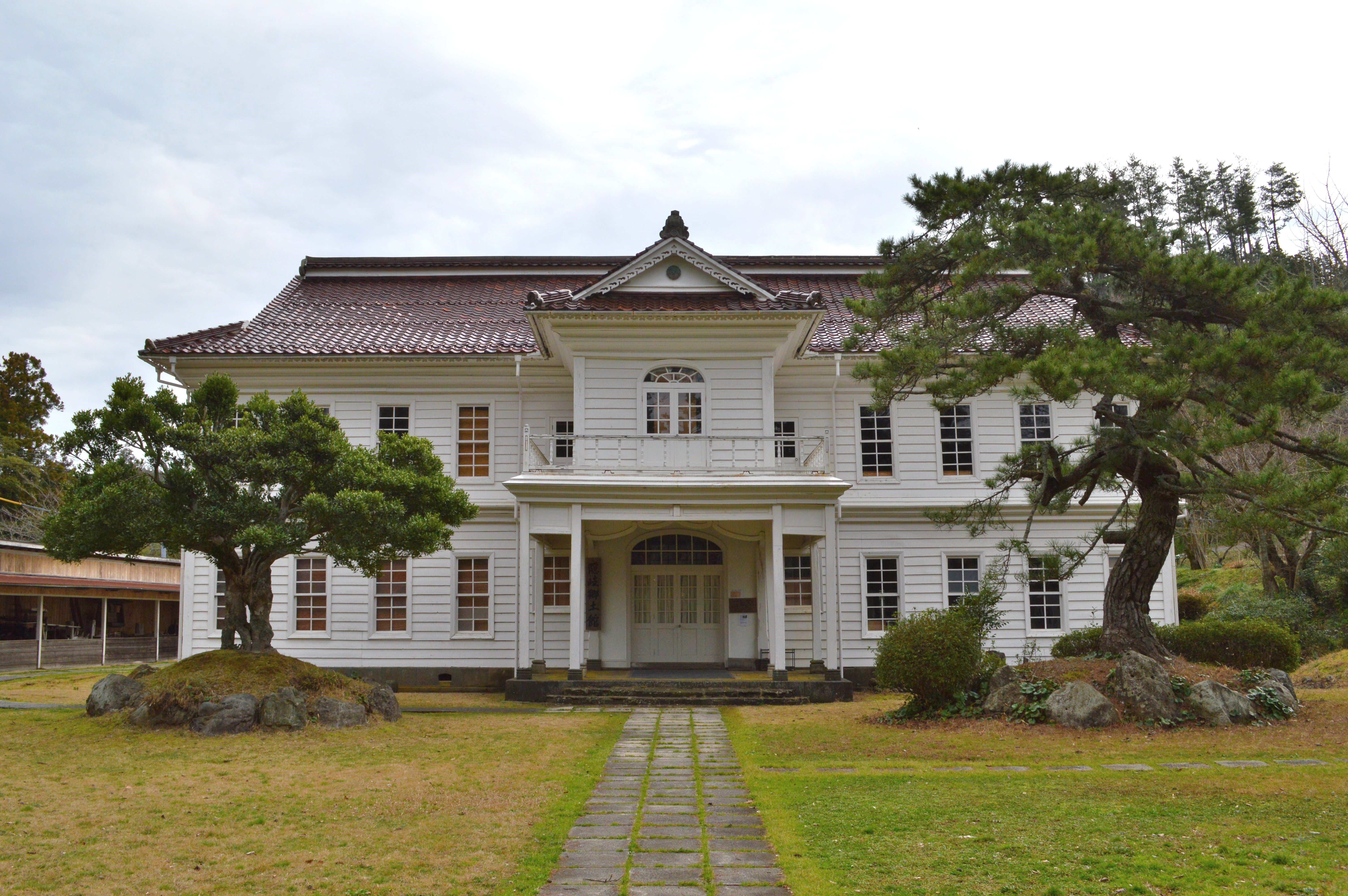
旧周吉郡・穏地郡・
海士郡・知夫郡役所1885年（明治18年）建築。現在は隠岐の島町郡に移築（隠岐郷土館）。

- 明治初年時点で、全域が幕府領（松江藩預地）であった。「旧高旧領取調帳」には海士村、宇受賀村、豊田村、知々井村、太井村、布施村、崎村、福井村が記載。（8村）
- 慶応4年（1868年）
  - 3月20日（1868年4月12日） - 隠岐騒動により島民自治となる。
  - 11月6日（1868年12月19日） - 鳥取藩預地となる。
- 明治2年（1869年）
  - 2月25日（1869年4月6日） - 隠岐県の管轄となる。
  - 8月2日（1869年9月7日） - 大森県の管轄となる。
- 明治4年（1871年）
  - 6月25日（1871年8月11日） - 浜田県の管轄となる。
  - 11月15日（1871年12月26日） - 第1次府県統合により島根県の管轄となる。
  - 12月20日（1872年1月29日） - 鳥取県の管轄となる。
- 明治9年（1876年）8月21日 - 第2次府県統合により島根県の管轄となる。
- 明治12年（1879年）1月12日 - 郡区町村編制法の島根県での施行により行政区画としての海士郡が発足。「周吉外三郡役所」が周吉郡中町に設置され、同郡および穏地郡・知夫郡とともに管轄。
- 明治21年（1888年）4月 - 隠岐島庁が周吉郡西町に設置され、「周吉外三郡役所」が廃止。以降は地域区分名称となる。
- 明治37年（1904年）5月1日 - 「島根県隠岐国ニ於ケル町村ノ制度ニ関スル件」の施行により、海士村が発足。（1村）
- 昭和44年（1969年）
  - 1月1日 - 海士村が町制施行して海士町となる。（1町）
  - 4月1日 - 周吉郡・穏地郡・海士郡・知夫郡の区域をもって隠岐郡が発足。同日海士郡消滅。